# Sonnensprachtheorie
Die Sonnensprachtheorie (Türkisch: Güneş Dil Teorisi) war ein pseudowissenschaftliches sprachpsychologisches Konstrukt, dem zufolge der „Urmensch“ der „türkischen Rasse“ angehörte. Aus dessen Urlauten soll sich das Prototürkische als Ursprung aller Sprachen entwickelt haben. Die Sonnensprachtheorie wurde seit 1935 in der Türkei propagiert und galt in den Jahren 1936 bis 1938 als Staatsdoktrin. Sie bildete den Anfang und das Ende der extremen Phase der türkischen Sprachreformen.

## Ursprung der Sonnensprachtheorie
Die Sonnensprachtheorie geht auf den serbischen Gelehrten Hermann Feodor Kvergić (1895–1948/49) zurück, der 1927 in Wien promoviert wurde. Dieser hatte in einer unveröffentlichten Schrift Die Psychologie einiger Elemente der türkischen Sprache die Behauptung aufgestellt, Türkisch sei „die Mutter aller Sprachen“. Das Erstaunen des frühzeitlichen Menschen über die Sonne habe zu bestimmten Urlauten geführt. Im Türkischen meinte Kvergić, diese Laute lokalisieren zu können. Nach dieser Theorie gingen alle Sprachen der Welt auf das „Prototürkische“ des „Urmenschen“ zurück.

## Politik Atatürks
Umstritten ist, ob Mustafa Kemal Atatürk an die Sonnensprachtheorie glaubte, oder sie einsetzte, um den vom Türk Dil Kurumu geführten Sprachpurismus zu beenden.
Vermutlich wurde die Sonnensprachtheorie angenommen, weil Atatürk mit den Sprachreformen und den Bestrebungen des Türk Dil Kurumu zum Sprachpurismus nicht ganz zufrieden war. Nahm man Türkisch als Mutter aller Sprachen an, mussten arabische und persische Wörter nicht länger durch türkische Wörter ersetzt werden, da der Theorie nach die Wurzel dieser Sprachen ohnehin Türkisch war.
Auf Initiative von Atatürk wurde die Sonnensprachtheorie von 1936 bis 1938 als Pflichtfach an der Sprachwissenschaftlichen Fakultät der Universität Ankara gelehrt. In der Folge entwickelte man groteske Etymologien, die diese Theorie untermauern sollten. Ferner diente die Sonnensprachtheorie zur linguistischen Absicherung der Türkischen Geschichtsthese (Türk Tarih Tezi), der zufolge die Schöpfer der Hochkulturen der Hethiter und Sumerer eingewanderte Turkvölker gewesen seien. Die Geschichtsthese wurde nach Atatürks Tod 1938 allmählich aufgegeben, die Sonnensprachtheorie sehr plötzlich fallengelassen.